# Supersano
Supersano är en ort och kommun i provinsen Lecce i regionen Apulien i Italien. Kommunen hade 4 398 invånare (2017).